# Nyírderzs
Nyírderzs is een plaats (község) en gemeente in het Hongaarse comitaat Szabolcs-Szatmár-Bereg. Nyírderzs telt 623 inwoners (2001).